# Niels Schneider
Niels Schneider (Paris, 18 de junho de 1987) é um ator francês.